# (11069) Bellqvist
(11069) Bellqvist (1992 EV4) – planetoida z pasa głównego asteroid okrążająca Słońce w ciągu 5,28 lat w średniej odległości 3,03 j.a. Została odkryta 1 marca 1992 roku w ramach projektu UESAC. Sven Bellqvist (1915-2008) pracował w obserwatorium w Uppsali.